# جيمس كينغ (مغني)
جيمس كينغ (بالإنجليزية: James King)‏ هو مغني أمريكي، ولد في 9 سبتمبر 1958 في مارتينسفيل في الولايات المتحدة، وتوفي في 19 مايو 2016 في سالم في الولايات المتحدة.

## وصلات خارجية
- جيمس كينغ على موقع ميوزك برينز (الإنجليزية)
- جيمس كينغ على موقع ديسكوغز (الإنجليزية)